# Okrug Jõgeva
Okrug Jõgeva (est. Jõgeva maakond) ili kraće Jõgeva jedan je od 15 estonskih okruga. Ovaj okrug nalazi se na istoku zemlje.
U okrugu živi 36.780 ljudi što čini 2,7% ukupnog stanovništva Estonije (siječanj 2009.)
Glavni grad okruga je Jõgeva u istoimenoj urbanoj općini. Postoje još 2 urbane (Mustvee i Põltsamaa) i 10 ruralnih općina.

## Vanjske poveznice
- Službene stranice okruga – (na estonskom)